# Auguste Bouché-Leclercq
Pour les articles homonymes, voir Bouché et Leclercq.
Auguste Louis Thomas Bouché-Leclercq, né à Francières (Oise) le 30 juillet 1842 et mort à Nogent-sur-Marne (Seine, aujourd’hui Val-de-Marne) le 19 juillet 1923, est un historien français, spécialiste de l'Antiquité grecque et romaine.

## Biographie
Auguste suit l’école de M. Pervillé, instituteur, qui remarque ses capacités de celui qui préfère l’étude à l’exploitation agricole paternelle. Auguste part au collège de Jonquières (1852-1855), puis au petit séminaire de Noyon (1856-1858), au grand séminaire de Beauvais (1859) ; des problèmes de santé et de doute le ramènent au collège Saint-Vincent de Senlis, où il trouve des prêtres qui l’encouragent dans sa curiosité intellectuelle ; il restera en correspondance avec l’abbé Magne. Baccalauréat à Paris en 1861, licence ès lettres à Nancy en 1863.

Un entretien à Paris avec le père jésuite Eugène de Baladine, le met en relation avec la famille d’origine russe Wagner/Baladine, dont il devient le précepteur pendant un voyage de découverte de plusieurs mois : Marseille - Gênes - Livourne - Pise - Lucques - Florence - Civitavecchia - Rome - Naples - Padoue - Venise - Vérone - Milan - Vevey - Munich - Heidelberg - Strasbourg - Mayence - Wiesbaden - Francfort - Cologne - Bruxelles - Anvers.
Régent au collège de Meaux (février - juillet 1866) puis chargé de cours d’histoire au collège Stanislas de Paris, qu’il quitte en août 1868 ; leçons d’allemand, « colleur » à l’institution Dupré, et à la rue des Postes.

Il commence sa thèse de doctorat en janvier 1869, et est reçu docteur ès lettres en 1872. Il est chargé de cours, puis professeur de littérature ancienne à la faculté des lettres de Montpellier de 1873 à 1878. Il est professeur suppléant de M. Geffroy, puis titulaire de la chaire d’histoire ancienne à la faculté des lettres de Paris à partir de 1879. Directeur de l’École française de Rome ; 1882 : officier de l’Instruction publique. 1880-1886 : correcteur au concours général. 1886 : professeur adjoint, chevalier de la Légion d’honneur. 1887 : professeur titulaire d’histoire ancienne. Il est élu membre de l’Académie des inscriptions et belles-lettres en 1898, au fauteuil de Charles Schefer. 1903 : officier de la Légion d’honneur et officier de l’ordre des Saints-Maurice-et-Lazare. Il prend sa retraite le 1er novembre 1918.
Il est le père du haut fonctionnaire Émile Bouché-Leclercq.

## Famille

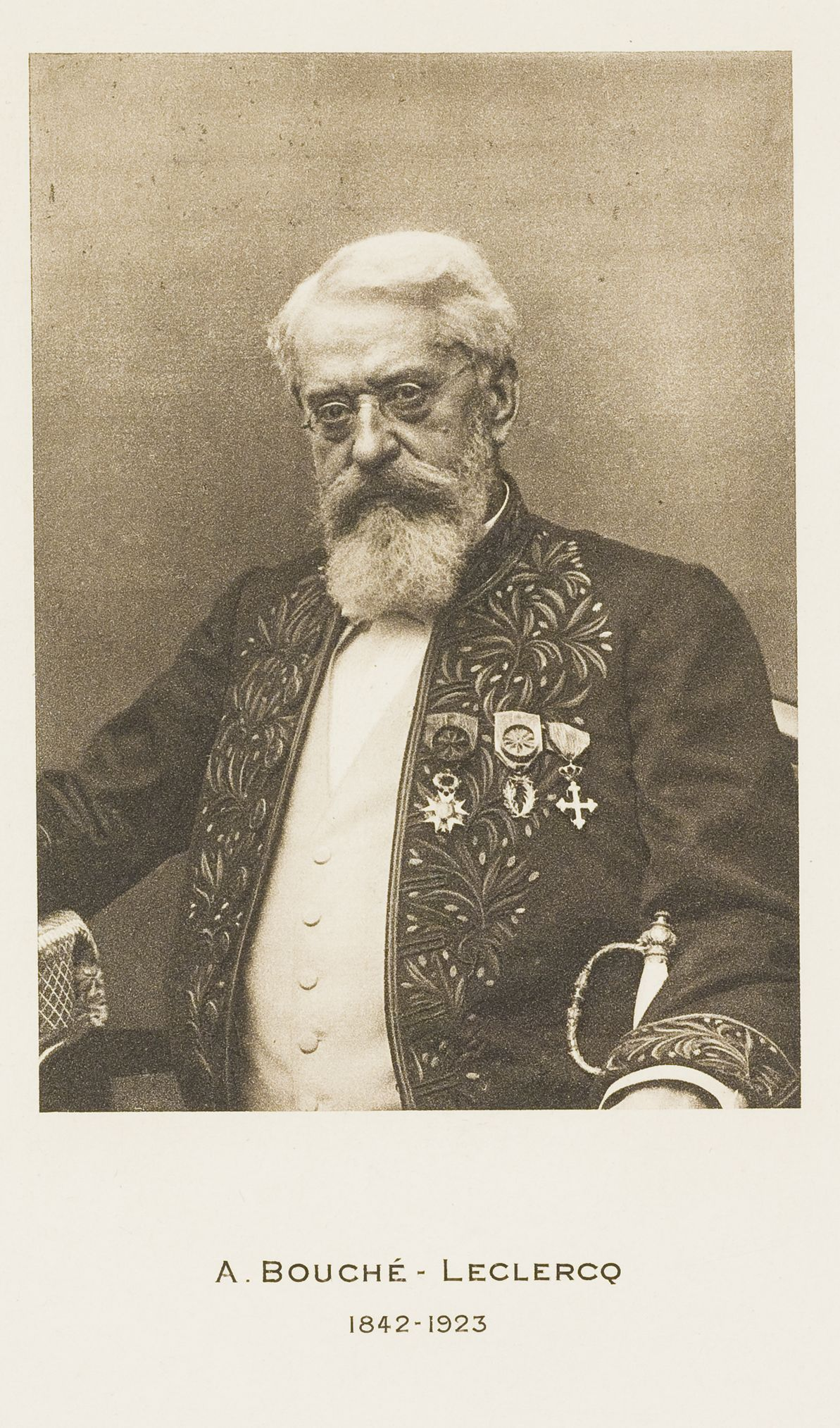
Auguste Bouché-Leclercq

Fils de Louis Auguste Thomas Bouché (1801-1874) et Joséphine Leclercq (1810-1879), agriculteurs, il épousa en 1876 Marie Julie Guillaume et fut père de quatre enfants :
- Paul Joseph (1877-1944), X-Ponts, Ingénieur en Chef des Ponts & Chaussées (Compagnie des chemins de fer de l’Est) ; époux de Suzanne Eugénie Anne Crochet (1887-1983). Trois filles sont issues de ce mariage : Meryem (1912-2009), sans descendance ; Jacqueline (1914-2007), épouse de Pierre-Xavier Prinet, notaire à Mâcon (six enfants) ; Nicole (1918-2009), épouse de Raymond Denis, chirurgien à Mâcon (neuf enfants).
- Henri (1878-1946), artiste peintre qui avait son atelier à Montparnasse, 89, rue de Vaugirard Paris 6e ; conservateur-adjoint du musée Jacquemart-André ; sans descendance.
- Émile (1884-1963), docteur en droit, préfet, Croix de Guerre 14-18, chevalier de la Légion d’honneur ; sans descendance; époux  Elisa Rosa (1897-1977) descendante de Salvator Rosa  peintre poète (1615-1673).
- Marianne ; sans descendance.

Auguste n’a porté que le nom de Bouché jusqu’en 1870 ; puis il accole le nom de Leclercq. Le nom de Bouché-Leclercq est légalisé par deux décrets des 2 juin 1899, pour lui-même et son fils Paul, puis par jugement du 18 juillet 1900 pour ses trois autres enfants. Le patronyme "Bouché-Leclercq" est maintenant éteint, faute de descendance masculine.

## Publications
- Les Pontifes de l’ancienne Rome, thèse, 1871 Texte en ligne
- Placida graecorum de origine generis humani ; in-8° ; Paris 1871
- De la dignité des lettres anciennes, in-8° ; Montpellier 1973
- Giacomo Leopardi, sa vie et ses œuvres, 1874
- Histoire de la divination dans l’antiquité, 4 vols., 1879-1882 volume 1 volume 2 volume 3 volume 4, prix Marcelin Guérin en 1883
- Atlas pour servir à l’histoire grecque de E. Curtius, 1883
- Les oracles sibyllins, livres 1 à 3, traduction française, parus dans la RHR, 1883-1884 Texte en ligne
- Manuel des institutions romaines, 1886 Texte en ligne
- Les Lois démographiques d’Auguste, 1895 Texte en ligne
- Le Règne de Séleucus II Callinicus et la critique historique, 1897 Texte en ligne
- Les Précurseurs de l’astrologie grecque, 1897 Texte en ligne
- L’Astrologie dans le monde romain, 1897 Texte en ligne
- L’Astrologie grecque, 1899 Texte en ligne
- Leçons d’histoire grecque, 1900 Texte en ligne
- La Question d’Orient au temps de Cicéron, 1902 Texte en ligne
- La Politique religieuse de Ptolémée Sôter et le culte de Sérapis, 1902 Texte en ligne
- Histoire des Lagides, 4 vol., 1903-1907 volume 1 volume 2 volume 3 volume 4
- Leçons d'histoire romaine. République et Empire, 1909 Texte en ligne
- Discours de Président de l’Académie des Inscriptions et Belles-lettres, séance publique du 26 novembre 1909
- L'Intolérance religieuse et la politique, 1911 Texte en Ligne
- Histoire des Séleucides, 2 vol., 1913-1914 volume 1 volume 2

Notes & cours
L'ensemble des archives ont été remises par la famille à la Sorbonne en 1991.
Des souvenirs ont été remis en 2009 par la famille de Elisa Rosa épouse d’Émile, à la mairie de Francières (Oise) où la mémoire d’Auguste Bouché Leclercq, enfant du village, est honorée. 
Traductions
- Ernst Curtius, Histoire grecque, 6 vol., 1880-1883, prix Langlois de l’Académie française en 1886.
- Johann Gustav Droysen, Histoire de l’hellénisme, 3 vol., 1883-1885 Texte en ligne, prix Langlois de l’Académie française en 1886.
- Gustav Friedrich Hertzberg (de), Histoire de la Grèce sous la domination des Romains, 3 vol., 1887-1890